# 桑德拉·梅列姆
桑德拉·梅列姆（阿拉伯语：‎，英语：Sandra Melhem），黎巴嫩企业家、LGBT权利运动人士。她是EGO贝鲁特（英语：Ego Beirut）组织的创建者。2020年贝鲁特大爆炸后，桑德拉·梅列姆创建了“酷儿救济基金”。
2021年，桑德拉·梅列姆在于巴黎举办的的国际LGBT权利奖颁奖典礼上获奖。

## 个人生活
桑德拉·梅列姆已经出柜。在一次2018年的采访中，她描述了她出轨的经历，表示其“被大家接受了”。